# Gunung Lienteung
Gunung Lienteung är ett berg i Indonesien.   Det ligger i provinsen Aceh, i den västra delen av landet, 1 600 km nordväst om huvudstaden Jakarta. Toppen på Gunung Lienteung är 223 meter över havet.
Terrängen runt Gunung Lienteung är varierad.Runt Gunung Lienteung är det ganska glesbefolkat, med 34 invånare per kvadratkilometer. I omgivningarna runt Gunung Lienteung växer i huvudsak städsegrön lövskog.